# 新民鄉 (鄰水縣)
新民鄉，是四川省鄰水縣曾经下辖的一个乡。

## 沿革[1]
- 民國24年(1935年)7月1日，將6個區合併為3個區，49個鄉鎮合併為43個鄉鎮，新鎮鄉與民治鄉合併為新民鄉，屬第一區署。
- 民國29年(1940年)，實行新縣制，改3個區為4個區，將43個聯保辦公處合併為22個鄉鎮公所。普太鄉(普新鄉、太和鄉)與新民鄉再合併為普新鄉，並調整插花飛地，將原民治鄉劃入大竹縣。